# Tai nạn xe lửa Bad Aibling
Tai nạn xe lửa Bad Aibling xảy ra vào ngày 9 tháng 2 năm 2016 khoảng 6 giờ 48', khì chiếc xe lửa chở hành khách hiệu Meridian đâm trực diện vào nhau trên tuyến đường chỉ có một đường ray Holzkirchen–Rosenheim giữa trạm Bad Aibling và Kolbermoor, Bayern, Đông Nam Đức. Ít nhất 11 người đã chết và 82 người bị thương, trong đó 12 người bị thương nặng.

## Tai nạn
Hai đoàn tàu xe lửa M 79505 và M 79506, cả hai chạy với tốc độ 100 km/h, đâm trực diện vào nhau xảy ra tại quãng đường song song với Kinh đào Mangfall gần thành phố Bad Aibling. Trong số 150 hành khách tại 2 đoàn tàu xe lửa này, 11 người đã chết, 82 người bị thương, trong số đó 12 người bị thương nặng. Trong số người chết, 2 người là người điều khiển xe lửa, 1 người điều khiển xe lửa đang học nghề và 8 hành khách, trong số đó cũng có một người điều khiển xe lửa. May là hôm đó thuộc những ngày nghỉ mùa đông tại trường học và ngày Karneval cuối trước mùa Chay, nên trên xe ít có hành khách, và không có học sinh, như những ngày làm việc khác.

## Cấp cứu
Tổng cộng có gần 700 người tham dự cuộc cấp cứu, trong đó có khoảng 180 nhân viên cứu hỏa, 215 cảnh sát Bayern, 50 cảnh sát biên phòng, 30 người thuộc lực lượng đặc nhiệm của THW (tổ chức phòng ngừa tại nạn lớn) và 200 nhân viên cứu hộ từ BRK (hội hồng thập tự Bayern), DLRG (hội cấp cứu sống ngòi và tai nạn lớn), hội cấp cứu sông ngòi của hồng thập tự Đức và hội cứu hộ núi. Có tổng cộng 15 máy bay trực thăng của cảnh sát và các cơ quan cấp cứu khẩn cấp, một số trong đó từ Áo, được sử dụng. Trong tai nạn này, hai chiếc tàu đã đâm dính cứng vào nhau. Tai nạn xảy ra trong khu rừng Stuckenholz, rất khó ra vào, mà chỉ ra vào được qua một đường đê hẹp giữa đường rày và kinh đào Mangfall. Công tác cứu hộ vì vậy gặp nhiều khó khăn, đó là lý do tại sao các nạn nhân đã được cứu bằng các tàu thuyền, và máy bay trực thăng.

## Nguyên nhân tai nạn
Nguyên nhân chính xác gây ra tai nạn vẫn chưa rõ. Cơ quan điều tra tai nạn đường sắt liên bang đã bắt đầu làm việc cùng ngày. Tham dự vào nhóm điều tra là một giáo sư ở đại học Aachen chuyên về tàu hỏa, và một giáo sư ở đại học Braunschweig chuyên về hệ thống an toàn, là những chuyên viên độc lập để giữ được tính khách quan kết quả điều tra.
Theo các báo của RedaktionsNetzwerks Deutschland (mạng lưới tòa báo Đức, gồm 30 tờ báo hàng ngày) lấy tin từ giới điều tra, một người điều hành đường sắt tại Bad Aibling bất chấp tín hiệu tự động, đã cho một đoàn xe lửa tới trễ chạy qua. Chuyến tàu này để tránh gặp tàu đi ngược lại, phải đến địa điểm kịp thời, nơi đoạn một tuyến đổi thành 2 tuyến. Nhưng tàu này đã không tới kịp lúc. Trong khi tàu đi ngược chiều lại được bật đèn xanh, mặc dù có tín hiệu đèn đỏ.
Theo báo SZ, trên quãng đường một tuyến này có một hệ thống an toàn, đã được kiểm soát tuần trước, mà sẽ tự động thắng tàu lửa nào vượt qua đèn đỏ, ngăn ngừa trường hợp người điều khiển không nhìn được tín hiệu đèn. Tuy nhiên có lẽ người điều hành quãng đường sắt này đã 2 lần đổi đèn đỏ sang xanh. Hệ thống phanh tự động, đã được cài đặt sau một tai nạn tàu hỏa tại Magdeburg năm 2011 làm 10 người chết, 22 người bị thương. Trong thảm họa đó, một người điều khiển đoàn tàu chở vôi đã không thấy đèn báo hiệu ngừng, chạy vào đoạn chỉ có một tuyến đường đâm vào một xe lửa khác chở hành khách.
Theo tờ Spiegel, người điều hành đường sắt tại Bad Aibling đã đánh 2 cú điện thoại khẩn cấp tới 2 người điều khiển 2 đoàn xe lửa. Cú đầu đã tới 2 người điều khiển trước tai nạn, cú thứ hai xảy ra khi 2 xe đã đâm dính vào nhau.
Nói chuyện với tờ báo "Bild" bộ trưởng nội vụ bang Bayern Joachim Herrmann (CSU) cho biết, người điều hành đoạn đường này ban đầu cho phép cả hai tuyến xe lửa ngược chiều với nhau chạy một đoạn chỉ có một đường rày. Sau đó có lẽ vì hoảng hốt ông ta đã gọi cho các người điều hành khác thay vì các người lái 2 đoàn tầu, lần gọi thứ hai thì đã quá trễ.
Công tố viện đã khở tố người điều hành về tội ngộ sát, gây thương tích và can thiệp nguy hiểm trong vận tải đường sắt. Theo một lệnh bắt giữ từ tòa án Rosenheim ngày 11 Tháng Tư năm 2016, qua theo yêu cầu của công tố viện Traunstein, người điều hành đã bị tạm giam kể từ ngày 12 tháng 4 năm 2016. Đồng thời cũng có loan báo là ông ta trong thời gian làm việc đã dùng điện thoại di động để chơi một trò chơi trực tuyến và vì vậy đã bị phân tâm. Công tố viên xem đây là một vi phạm chủ yếu trong nhiệm vụ.

## Phản ứng
Sau tai nạn này, tất cả các đảng phái chính trị đã hủy bỏ cuộc họp chính trị truyền thống vào ngày Thứ tư Lễ Tro. Tại Rosenheim, Bad Aibling và các khu vực xung quanh nhiều lễ hội Carnival đã bị hủy bỏ. Trong trận bóng đá buổi tối cùng ngày vòng tứ kết Cúp bóng đá Đức hai đội Leverkusen và Stuttgart đã ra sân đeo khăn đen và thực hiện một phút mặc niệm cho các nạn nhân của vụ tai nạn.